# Quartinus
Titus Quartinus est un usurpateur romain en 235 qui prend le titre d'empereur au début de la période de l'anarchie militaire du IIIe siècle. 

## Biographie
L'historien Hérodien le nomme Quartinus et le présente comme un ancien consul, ami de l'empereur Sévère Alexandre, tandis que l'Histoire Auguste l'appelle Titus avec un rang social moins élevé, comme tribun des Maures, c'est-à-dire commandant une unité de troupes auxilaires. Les deux sources s'accordent pour indiquer que Maximin le licencie de l'armée.
Il usurpe le pouvoir au début du règne de Maximin Ier le Thrace. Quartinus est porté au pouvoir par des archers osrhoéniens (ou arméniens selon l'Histoire Auguste) fidèles à Sévère Alexandre et originaires d'Osroène en Mésopotamie et menés par un dénommé Macedo, ou Macedonius selon l'Histoire Auguste. Ce dernier prétendait vouloir venger la mort d'Alexandre Sévère.
L'Histoire Auguste le classe parmi sa liste des Trente Tyrans, de façon anachronique puisqu'il apparaît environ trente ans avant cette série d'usurpateurs. L'Histoire Auguste lui invente une épouse Calpurnia, prétendument parente de Calpurnia Pisonis, l'épouse de Jules César,.
Mais plus tard, Macedo trahit Quartinus, le tue et présente sa tête à Maximin dans l'espoir d'une récompense importante. Maximin le remercie, mais le fait exécuter plus tard pour ses trahisons.
Xavier Loriot voit une trace de ces événements dans le martelage de la dédicace d'un autel de Mogontiacum (actuelle Mayence) dressé sous Maximin par des centurions bretons et orsrhoéniens : le mot Osrhoénien, désignant l'unité à l'origine de l'usurpation de Quartinus, a été martelé en représailles.

## Source
1. ↑  Hérodien, VII, 1, 7-11.
2. ↑  Chastagnol 1994, p. 645 et 858.
3. 1 2  Histoire Auguste, Les deux Maximins, XI, 1-5.
4. ↑  Chastagnol 1994, p. 858.
5. ↑  Histoire Auguste, Les Trente Tyrans, Titus.
6. ↑  Inscription CIL XIII, 06677a.
7. ↑  Loriot 1975, p. 672-673.

- (en) Cet article est partiellement ou en totalité issu de l’article de Wikipédia en anglais intitulé « Quartinus » (voir la liste des auteurs).